# Христофоридис, Ставрос
Ставрос Христофоридис (греч. Σταύρος Χριστοφορίδης) — греческий биатлонист, участник двух Олимпийских игр.

## Биография
Родился в деревне Ноес, которая впоследствии слилась с городом Ротенбург, в Саксонии. Начал заниматься биатлоном в 1990 году и с тех пор входит в состав национальной команды. Проживает в греческом городе Драма, тренировался в Верии. Выступает за спортивный клуб «Драма».

## Карьера
Первым международным стартом стала индивидуальная гонка на этапе Кубка мира в австрийском Бад-Гаштайне в 1993 году, где он финишировал 132-м из 136 участников. На протяжении 15 лет, за исключением сезона 1996/1997, выступал на этапах Кубка мира. Лучшим результатом является 73-е место в индивидуальной гонке на чемпионате мира 2003 года в Ханты-Мансийске.
Принял участие в трёх чемпионатах Европы (2000, 2001, 2007). В половине гонок не финишировал, лучшим стало 57-е место в спринте в польском Косцелиско в 2000 году.
В Кубке Европы впервые выступил в 2003 году. Наивысшее достижение — 7-е место в спринте в болгарском Банско в сезоне 2008/2009.
Дважды (в 2002 и 2006) принимал участие в Олимпийских играх. Лучший результат — 83-е место в спринте на трассах Чезано-Сан-Сикарио в 2006 году.
Последним выступлением на международных соревнованиях стал чемпионат мира 2008 года в Эстерсунде. После этого до 2012 года выступал в лыжных гонках в Балканском Кубке.

### Участие в Чемпионатах мира
| Год  | Место проведения  | Инд | Спр | Прс | Эст |
| 1995 | ЧМ Антерсельва    | 83  | 84  | —   | 23  |
| 1996 | ЧМ Рупольдинг     | 88  | 88  | —   | —   |
| 2000 | ЧМ Хольменколлен  | 88  | 84  | —   | —   |
| 2001 | ЧМ Поклюка        | 81  | 93  | —   | —   |
| 2003 | ЧМ Ханты-Мансийск | 73  | 84  | —   | —   |
| 2004 | ЧМ Оберхоф        | 93  | 103 | —   | —   |
| 2005 | ЧМ Хохфильцен     | 100 | 103 | —   | —   |
| 2007 | ЧМ Антерсельва    | 103 | 89  | —   | —   |
| 2008 | ЧМ Эстерсунд      | 96  | 107 | —   | —   |

### Участие в Чемпионатах Европы
| Год  | Место проведения | Инд | Спр | Прс | Эст |
| 2000 | ЧЕ Косцелиско    | DNF | 57  | —   | —   |
| 2001 | ЧЕ От-Морьен     | 60  | DNF | —   | —   |
| 2007 | ЧЕ Банско        | DNF | 58  | DNS | —   |

### Участие в Олимпийских играх
| Год  | Место проведения | Инд | Спр | Прс | Эст |
| 2002 | Солт-Лейк-Сити   | 85  | 85  | —   | —   |
| 2006 | Турин            | 87  | 83  | —   | —   |